# 酒井弘樹
酒井 弘樹（さかい ひろき、1971年9月22日 - ）は、千葉県柏市出身の元プロ野球選手（投手）。現在は高校野球部監督。

## 来歴・人物

### プロ入り前
小学1年の時に野球を始める。関東第一高等学校時代には2年時の1988年夏にエースピッチャーになるが、3年時の1989年夏は急性肝炎で入院したためベンチ入りすらできなかった。1990年に高校卒業後、國學院大學文学部に進学し、当時東都大学野球連盟2部リーグ所属の同大学野球部に在籍。3年時の1992年春に東農大戦で投げて15奪三振を記録すると2部リーグで優勝し、2部最優秀投手に選出される。続く入替戦でも初戦完封から2回戦も救援するなど1部昇格の原動力となった。4年時の1993年春の1部リーグ開幕戦で駒大を相手に延長15回を投げ切って引分けたが、このシーズンは最下位となる。続く東農大との入替戦では初戦と3戦目で先発し、2戦目も救援するなど奮投したが敗れ2部に降格した。1部リーグ通算18試合に登板、4勝9敗、防御率3.80。2部も含めて13勝。ドラフトの目玉として注目された4年時はキューバとの対抗戦に選出され好投した。

### プロ入り後
1993年度ドラフト会議にて近鉄バファローズから1位指名（逆指名）を受けて入団。
1995年シーズンには一軍に定着し、先発、中継ぎ要員として起用される。9月14日のオリックス戦でプロ入り初完投勝利し、オリックスの優勝胴上げを阻止した。
1996年シーズンは、1年を通して先発ローテーションを担い、規定投球回数に到達し投球回はチームトップを記録、防御率も先発投手陣ではトップの防御率3.30でリーグ9位にランクインしたが援護に恵まれない試合が多く、8勝15敗でリーグ最多敗戦投手となった。
1997年シーズンは、エース的な働きを期待されたが故障で開幕には間に合わず、7月から先発ローテーションに加わったものの不振でわずか1勝に終わる。
1998年シーズンは、故障明けにもかかわらず、セットアッパーとして60試合に登板し防御率1.97という高成績を残す。
1999年シーズンは、再び故障に見舞われ、7月にはアメリカで左手首の腱を右肘に移植する手術を受けた。一軍では自己最低の2試合の登板に終わる。
2000年シーズンは、1月31日にはサイパンでの自主トレ中にプールでおぼれている少女を発見してとっさに飛び込み、救出して話題になったが、翌日から始まった本キャンプの守備練習中にギックリ腰を発症して離脱。監督の梨田昌孝からは「酒井は半年くらい（サイパンに）置いて帰る。ライフセーバーにでもするか」というコメントを出された。その後復帰するも不振が重なり、6試合の登板で防御率6.23の成績に留まった。
シーズンオフには平下晃司、面出哲志と共に湯舟敏郎、山﨑一玄、北川博敏との交換トレードで阪神タイガースへ移籍。阪神移籍後、二軍でも目立った活躍ができずプロ入り初の一軍登板なしに終わり、シーズン終了後に阪神を自由契約となる。
2002年は台湾へ渡ったものの、満足な成績を残せずに武藤幸司の復帰とともにシーズン途中で戦力外となり現役を引退。
引退後しばらくして、夫人の勧めもあり一念発起し、教員免許を取得するために國學院大學文学部に再入学。高校教員免許を取得後、高校教師へ転職。
2007年4月より名古屋経済大学高蔵高校に採用され、千葉県に家族を残し単身赴任で国語教師を務める。2002年から共学化したものの元々は女子校であったため、同校には野球部はなかったが、2009年に新しく野球同好会が発足。また当時のプロアマ規定が定める「プロ経験がある者は2年間、アマチュアでの指導は出来ない」という規定をクリアした事と、正式に野球部となることに伴い、同校の野球部監督に就任。同校のテニスコート1面分を人工芝グラウンドに変えて、狭い敷地ながら工夫を凝らして部員を指導していた。
2018年11月9日、同校の野球部1、2年生の部員12人に、携帯電話のルールが徹底されていないとの理由で殴る蹴る等の暴行を行ったとされ、同校は監督を自宅謹慎とした。監督は「したことを反省し、しかるべき処分を受けたい」と取材に対し話している。同年12月18日、日本学生野球協会は11月10日から1年間の謹慎処分を下した。
2019年に同学園である名古屋経済大学に異動。2022年に同大学から名古屋経済大学市邨高校に異動した。

## 詳細情報

### 年度別投手成績
| 年 度     | 球 団     | 登 板 | 先 発 | 完 投 | 完 封 | 無 四 球 | 勝 利 | 敗 戦 | セ 丨 ブ | ホ 丨 ル ド | 勝 率 | 打 者 | 投 球 回 | 被 安 打 | 被 本 塁 打 | 与 四 球 | 敬 遠 | 与 死 球 | 奪 三 振 | 暴 投 | ボ 丨 ク | 失 点 | 自 責 点 | 防 御 率 | W H I P |
| --------- | --------- | ----- | ----- | ----- | ----- | -------- | ----- | ----- | -------- | ----------- | ----- | ----- | -------- | -------- | ----------- | -------- | ----- | -------- | -------- | ----- | -------- | ----- | -------- | -------- | ------- |
| 1994      | 近鉄      | 18    | 8     | 0     | 0     | 0        | 1     | 0     | 0        | --          | 1.000 | 203   | 43.0     | 62       | 7           | 23       | 0     | 0        | 36       | 2     | 0        | 33    | 28       | 5.86     | 1.98    |
| 1995      | 近鉄      | 32    | 9     | 1     | 0     | 0        | 4     | 5     | 1        | --          | .444  | 391   | 92.2     | 77       | 12          | 42       | 0     | 3        | 93       | 7     | 0        | 48    | 43       | 4.18     | 1.28    |
| 1996      | 近鉄      | 26    | 26    | 6     | 1     | 2        | 8     | 15    | 0        | --          | .348  | 772   | 183.0    | 151      | 17          | 84       | 5     | 6        | 149      | 17    | 2        | 78    | 67       | 3.30     | 1.28    |
| 1997      | 近鉄      | 10    | 10    | 0     | 0     | 0        | 1     | 5     | 0        | --          | .167  | 224   | 49.1     | 51       | 1           | 28       | 0     | 1        | 33       | 2     | 0        | 27    | 25       | 4.56     | 1.60    |
| 1998      | 近鉄      | 60    | 1     | 0     | 0     | 0        | 6     | 1     | 0        | --          | .857  | 307   | 73.0     | 70       | 5           | 32       | 3     | 3        | 55       | 5     | 0        | 21    | 16       | 1.97     | 1.40    |
| 1999      | 近鉄      | 2     | 0     | 0     | 0     | 0        | 0     | 0     | 0        | --          | ----  | 9     | 2.1      | 2        | 0           | 1        | 0     | 0        | 3        | 0     | 0        | 0     | 0        | 0.00     | 1.29    |
| 2000      | 近鉄      | 6     | 0     | 0     | 0     | 0        | 1     | 0     | 0        | --          | 1.000 | 41    | 8.2      | 7        | 1           | 8        | 0     | 0        | 7        | 0     | 0        | 6     | 6        | 6.23     | 1.73    |
| 通算：7年 | 通算：7年 | 154   | 54    | 7     | 1     | 2        | 21    | 26    | 1        | --          | .447  | 1947  | 452.0    | 420      | 43          | 218      | 8     | 13       | 376      | 33    | 2        | 213   | 185      | 3.68     | 1.41    |

- 各年度の太字はリーグ最高

台湾での通算成績11試合 2勝 5敗 2セーブ 防御率3.93

### 記録
- 初登板：1994年6月10日、対日本ハムファイターズ10回戦（東京ドーム）、7回裏2死に救援登板、1/3回無失点
- 初奪三振：1994年6月15日、対オリックス・ブルーウェーブ9回戦（藤井寺球場）、9回表に高橋智から
- 初先発・初勝利：1994年7月3日、対西武ライオンズ10回戦（西武ライオンズ球場）、6回2失点
- 初セーブ：1995年5月7日、対日本ハムファイターズ8回戦（藤井寺球場）、6回表に救援登板・完了、4回3失点
- 初完投勝利：1995年9月14日、対オリックス・ブルーウェーブ24回戦（グリーンスタジアム神戸）、9回1失点（自責点0）
- 初完封勝利：1996年7月26日、対日本ハムファイターズ17回戦（藤井寺球場）

### 背番号
- 18 （1994年 - 2000年）
- 16 （2001年）
- 11 （2002年）